# 弗洛伊德马克思主义
弗洛伊德马克思主义（德語：Freudomarxismus）是指受到卡尔·马克思的马克思主义哲学和西格蒙德·弗洛伊德的精神分析理论共同影响的哲学观点。它在歐陸哲學中的历史始于1920年代和1930年代，并通过批判理论、拉康式精神分析和后结构主义延续至今。弗洛伊德马克思主义的主要提出者是威廉·赖希。